# Пројектна настава
Пројектна настава је модел организованог пројекта, (енгл. Project-Based Learning), представља савремене концепте учења и поучавања, и за циљ има развијање функционалних знања ученика.
Пројекат је комплексан задатак заснован на изазовном и интересантном питању или проблему, који тражи од ученика да постави истраживање, истражи, реши проблем кроз дужи временски период и донесе коначни продукт који се јавно презентује. (Џон  В. Томас, 2000) Може се наћи и под називом: подучавање методом пројекта (Project-Method Teaching), настава оријентисана на пројекте (Project oriented instruction) или настава заснована на пројектима (Project-Based Learning). То је „најсложенији облик практичног смисаоног и интензивног стицања знања из целовитих делатности, односно из проблемских целина и области сазнања, представљања, трансфера и презентовања, употребе и примене конкретног знања. Захтеви ове наставе су најбрже и најефикасније постизање циљева, као и разрађених критеријума за вредновање резултата коначних циљева наставе кроз њихову конкретизацију у решавању проблема“. (Весна Кнежевић, 2007)

## Зачетници пројекта у сарадничкој настави
Утемељивач пројектне наставе је амерички филозоф Џ. Дјуи (1859-1952), а настављачи су В.Х. Килпатрик (1871 – 1965), А. Х. Маслов (1908-1970) и Џ. Брунер средином 20.века.
Џон Дјуи, као зачетник наставе засноване на пројектима, био је присталица теорије прагматизма ~ наука и знање у служби практичних потреба, тј. да је задатак школе да учи ученике животу кроз практичне радове; уместо предавања, знања се стичу кроз сопствена искуства у социјалном контексту, а на основу интересовања деце (за комуникацијом, истраживањем, уметничким изражавањем, радом).
Тридесетих година 20. века уведен је у литературу и образовну праксу израз пројектна настава коју алтернативно називају  и образовање искуством ~ Увођење истраживачке методе у наставу.

## У савременој педагошкој теорији

### Карактеристике
Пројектна настава представља нов начин организације настава у којој ученици нису пасивни посматрачи, већ активни учесници. Заснива се на другачијем облику рада од традиционалног. Фронтална настава је сведена на минимум у виду давања инструкција за рад и усмеравања.
Пројектна настава подразумева интердисциплинарни рад. Карактеристике су: усмереност на интересовања ученика, аутентичност садржаја који се обрађују, интердисциплинарност пројектних тема, измењена улога наставника, сарадничка настава и учење, тимски рад ученика, планирање усмерено према циљу, истраживачки приступ, одговорност ученика за сопствено учење, употреба савремене технологије, настава која излази из оквира учионице и школе, развој социјалних компетенција ученика итд.
Представља алтернативу предавачкој настави пре свега због своје усмерености на ученика, на циљеве и исходе учења. Карактерише је искуствено и кооперативно учење и различити облици и технике активног учења; усмерена је на развијање виших когнитивних способности и вештина и социјалних вештина и вредности. Акценат је на планирању и изради пројекта, а цео наставни процес се организује око тога. Продукт наставе се јавно презентује. Продукти пројекта могу бити: представа, изложба, кратки филм, текст у новинама, наступ на локалној телевизији, предавање за родитеље.
У оваквом облику наставе, ученици имају улогу сарадника у решавању проблемских задатака који захтевају истраживање различитих извора знања, корелацију знања, организационе вештине. На тај начин се стиче функционалност знања.
Овај облик наставе ученицима даје могућност да уче и делују самостално – свој рад сами организују, преузимају задатке на одговоран начин, трагају за могућим решењима. 
Циљ: оспособљавање ученика за организовање и вођење пројеката. Кроз то ће они учити: да уче, истражују, претражују, филтрирају и користе информације, развијају социјалне вештине, сарађују, стичу практичне и менаџерске вештине, граде позитиван селф концепт...
Пројектна настава подразумева уравнотеженост когнитивног учења, развоја мануелних способности, емоционалног и социјалног искуства. Ученици уче у тиму, решавањем проблема и уче открићем. Њена вредност се налази у чињеници да ученици током реализације пројекта спонтано уче неке садржаје и овладавају когнитивним и социјалним вештинама. У пројектној настави долази до повезивања познатог и непознатог, учења помоћу примера (егземпларно учење), учења примењивањем знања, као и комбиновања конвергентног (логичког) и дивергентног (стваралачког) мишљења.
Пројектна настава условљава отвореност школе и повезивање са средином која је окружује.
Код ученика се унапређује самосталност, властита иницијатива, спремност за преузимање одговорности, способност сарађивања, коришћења расположивих ресурса, оријентисаност ка циљу, креативност, тимски рад...

### Врсте
По томе колико је учесника укључено у пројекат, они могу бити лични пројекти или мали пројекти који ангажују неколико ученика. Могу бити разредни, где су укључени сви ученици једног разреда, као и пројекти целе школе.
Сваки добар пројекат мора имати:
- Циљ и продукт
- Сложенији задатак
- Одређено време трајања
- Рад ученика по групама, уз сарадњу свих група

### Улога наставника и ученика у пројектној настави:
Наставник је у улози ментора/партнера/координатора (прати ток пројекта, ученицима обезбеђује информације о ресурсима и ствара услове и прилике за самостални сараднички рад, уноси своје стручно знање).
Ученици самостално уче уз властиту одговорност. Они у великој мери сами организују своје процесе учења. Циљ је да сами реализују пројекат и стекну искуствено знање које на типичним школским часовима нису у могућности да остваре (велике ученичке групе, строги временски оквири, строге границе међу наставним предметима, ограничена наставна средства...). 

### Организација пројектне наставе
Пројектна настава интегрише различите  курикулуме, укључује већи број наставника у заједнички рад са својим колегама  и ученицима. У таквом тиму људи, окупљеном око заједничког задатка, развија  се и креативност. До решења се може доћи на различите начине олујом идеја при  заједничком раду у тимовима. Сам начин организације рада, подразумева и  поделу задатака између чланова групе, при чему свако добија свој део задатка.  Потребно је нагласити и то да се подела задатака треба вршити према  могућностима свих учесника у раду о чему треба посебно водити рачуна. На овај  начин, могу се лакше евалуирати кораци предузети у циљу доласка до решења  проблема, а атмосфера током рада је позитивна и мотивишућа за учеснике  истраживања.

## Претходна истраживања
Пројектна настава представља нов начин  организације настава у којој ученици нису пасивни посматрачи, већ активни  учесници. Заснива се на другачијем облику рада од традиционалног. Фронтална  настава је сведена на минимум у виду давања инструкција за рад и усмеравања.  У оваквом облику наставе, ученици имају улогу сарадника у решавању  проблемских задатака који захтевају истраживање различитих извора знања,  корелацију знања, организационе вештине. На тај начин се стиче функционалност  знања. Разне бенефите пројектне наставе, у свом раду описује Стефани Бел наглашавајући да се знања стечена на  овакав начин, не могу процењивати стандардизованим тестовима јер она развија  критичко размишљање ученика током фаза истраживања. Ауторка истиче да се  пројектном наставом повећава и мотивисаност ученика за рад, али и побољшање  академских постигнућа. Сарадњом између ученика, развија се и толеранција међу  њима, тако да  пројектна настава  поспешује рад у мултикултуралним срединама. Воронченкон и сарадници тврде да се на овај начин отклањају  различитости међу ученицима.
Једна од бројних одлика пројектне наставе  је време потребно за њено планирање и спровођење. Према Ламу, фактор који значајно утиче  на организовање оваквог модела рада је време које је потребно да наставници  издвоје како би је организовали, али и финансијска стимулација.

### Фазе пројектне наставе
Пројектна настава има 6—10 етапа:
- Проналазак / одабир теме
- Формулисање циљева
- Планирање и припрема
- Реализација пројекта
- Презентација пројекта
- Евалуација и рефлексија

Образовни систем Србије препознаје пројектну наставу. Правилником о оцењивању за основну школу  предвиђено је оцењивање активности ученика у оквиру пројектне наставе. Правилник о оцењивању ученика у основној школи, у делу који се односи на начин и поступак оцењивања, између осталог наводи да се учешће ученика у пројекту такође оцењује. Добро је комбиновати процене наставника са проценама ученика и њиховим самовредновањем. 
Вредност пројектне наставе постоји и када нису остварени дефинисани циљеви или када непланиране тешкоће ометају реализацију пројекта. Из неуспелог пројекта може се унапредити даљи рад.

## Улоге наставника и ученика у различитим етапама пројектне наставе[4]
| Етапа наставне активности                                                               | Активност наставника                                                              | Активност ученика                                                                                |
| --------------------------------------------------------------------------------------- | --------------------------------------------------------------------------------- | ------------------------------------------------------------------------------------------------ |
| 1. Избор теме и формулисање оквирног циља пројекта                                      | Заједно са ученицима предлаже теме и формулише пште образовне и пројектне циљеве. | Расправљају и заједно с наставником бирају тему.                                                 |
| 2. Подела теме на подтеме и формулисање посебних циљева за сваку подтему                | Помаже ученицима у постављању и прецизирању подтема.                              | Предлажу или бирају понуђене подтеме                                                             |
| 3. Формирање група/тимова и подела задужења                                             | Формира групе по изабраним подтемама водећи рачуна о интересовањима ученика       | У оквиру малих група/тимова међу собом деле улоге ради успешније реализације изабраног задатка.  |
| 4. Припремање материјала за истраживачки рад                                            | Унапред разрађује задатке, питања за истраживачки рад и припрема потребне ресурсе | Прихватају обавезе у изради задатка                                                              |
| 5. Одређивање рока за завршетак пројектне активности и договор о презентацији резултата | Организује расправу и учествује у њој.                                            | Расправљају и утврђују облике презентовања резултата својих истраживања.                         |
| 6. Разрада пројекта, истраживање                                                        | Прати и усмерава рад ученика.                                                     | Истражују према унапред утврђеним задацима и процедурама уз инструкције наставника/библиотекара. |
| 7. Обједињавање резултата мањих група/тимова                                            | Упућује ученике како да обједине резултате.                                       | Обједињују резултате према прихваћеним правилима.                                                |
| 8. Презентација                                                                         | Наставник организује (јавну) презентацију                                         | Извештавају о резултатима свог рада и добијају повратне информације                              |
| 9. Рефлексија                                                                           | Наставник процењује резултате реализованих активности и ефекат свог рада.         | Ученици оцењују читав процес, своју улогу и допринос у процесу учења.                            |